# Kiseljovsk
Kiseljovsk (rusky Киселёвск) je město v Kemerovské oblasti v Ruské federaci. Při sčítání lidu v roce 2010 měl bezmála sto tisíc obyvatel.

## Poloha
Kiseljovsk leží u horního toku řeky Aby u výběžků Salairského krjaže. Na jihu sousedí s Prokopjevskem, další větší město je Novokuzněck přibližně 83 kilometrů jihovýchodně.

## Dějiny
V oblasti probíhala v menším měřítku těžba uhlí již za carského impéria, ale rozvoj těžby přišel až s příchodem železnice v roce 1921. V roce 1932 vznikl Kiseljovsk s názvem Kiseljovskij sloučením dvou vesnic, Afonina a Čerkasova. Přejmenování na Kiseljovsk přišlo 20. ledna 1936 s povýšením na město.

## Osobnosti
- Sergej Tkač (1952–2018), sériový vrah
- Sergej Dolmatov (* 1959), velmistr